# Alestopetersius caudalis
Alestopetersius caudalis är en fiskart som först beskrevs av Boulenger, 1899.  Alestopetersius caudalis ingår i släktet Alestopetersius och familjen Alestidae. IUCN kategoriserar arten globalt som livskraftig. Inga underarter finns listade i Catalogue of Life.

## Bildgalleri

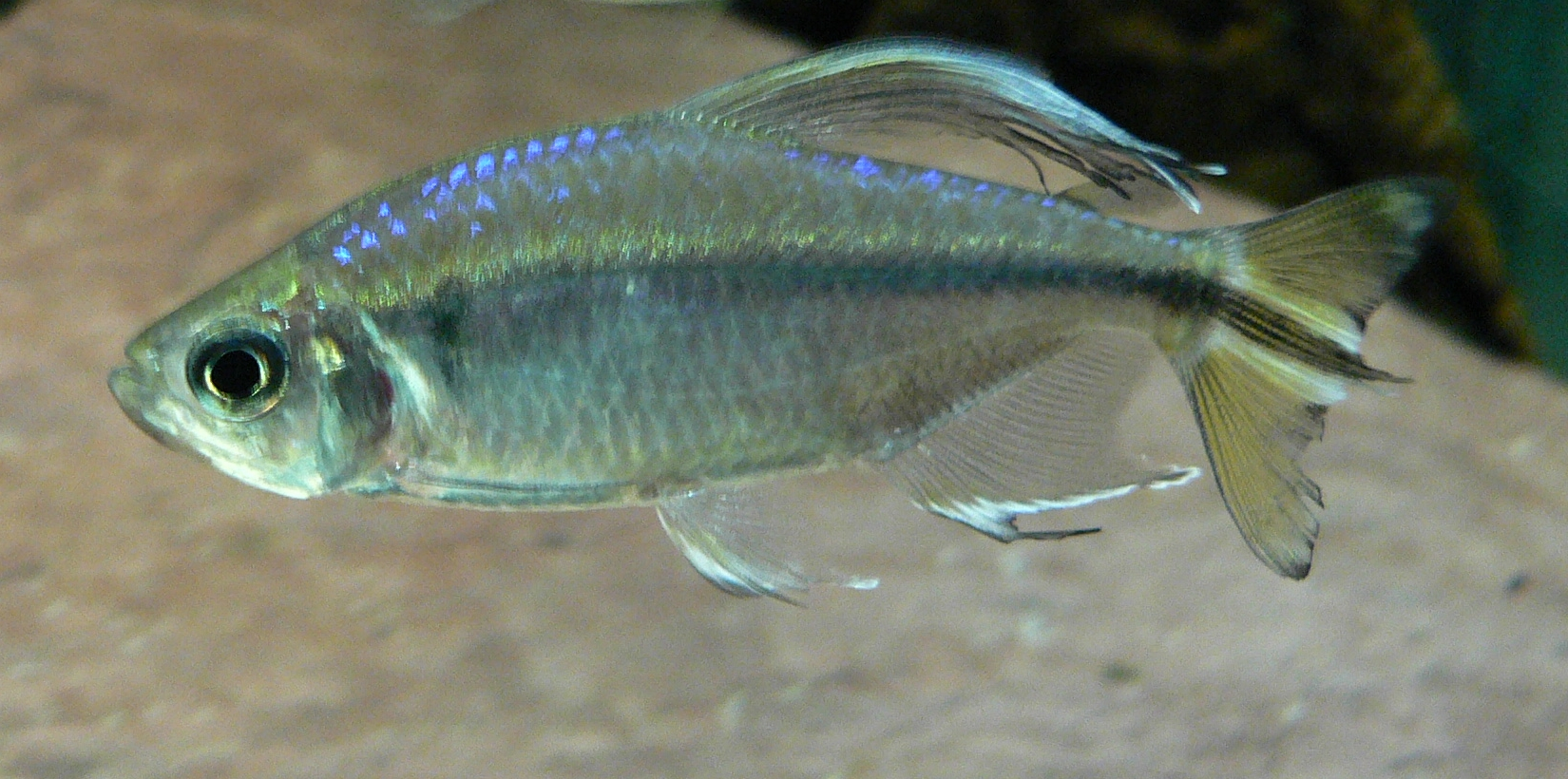